# シガテラ (漫画)
『シガテラ』（英語: CIGUATERA 17fuga of youth）は、古谷実による日本の漫画作品。古谷の商業誌連載第5作目。『週刊ヤングマガジン』（講談社）にて、2003年33号から2005年27号まで連載された。単行本は全6巻。
ある男子高校生の周囲に起こる様々な出来事を、日常を蝕む非日常＝「毒」という切り口で描いている。「シガテラ」とは元々はある種の魚類が持つ毒素、およびそれによって引き起こされる食中毒の総称。
2023年4月8日から6月24日まで、テレビ東京系列「ドラマ24」枠にてテレビドラマが放送された。

## あらすじ
高校生の荻野優介は平々凡々な少年であり、学校では親友・高井貴男と共に執拗にいじめられていた。彼の夢は、バイクの免許を取得して、教習所で見掛けた南雲ゆみに近付くことだが、半ば諦めていた。後に、ひょんなことからゆみの方から急接近して付き合い始めたが、高井が消息を絶ってしまうなど、災難が降り注ぐようになる。

## 登場人物
荻野 優介（おぎの ゆうすけ）
高校生。成績はあまり良くなく、容姿も中の下といったところ。将来の夢も特に持っていない。それどころか、うだつの上がらない自分に自信が持てないでいる。学校では、谷脇からひどいイジメを受けている。ふとしたきっかけからバイクに興味を持ち始め、教習所に通いだすが、そこで南雲ゆみと出会い交際するようになる。そんな彼の身に、非日常という毒が度々襲い掛かる。極度の緊張・興奮状態に陥ると暴走し、訳の分からない言動を起こす面があり、南雲はその状態を「バーニング荻野」と呼んでいる。
高井 貴男（たかい たかお）
荻野のクラスメイトで親友。父がレストランを複数経営する裕福な家庭に生まれる。荻野同様、谷脇からいじめの標的とされている。荻野に対するいじめは暴力や屈辱的行為の強要だが、当の高井に関しては家が裕福なだけにカツアゲだけで済んでいた。のちに父親が事業に行き詰り、家も店も差し押さえられ、転校を余儀なくされる。
谷脇（たにわき）
荻野とはクラスが違うが同学年。腕力は滅法強い。受け入れるべき事は受け入れ、言うべき事はちゃんと言う公正な部分もあるが、主たる部分は自己中心的で我が侭、人に対する思いやりというものは皆無な人物。高井と荻野を執拗にいじめている。そのいじめが原因で、後に生命の危機に瀕することになる。
アキコ
谷脇の交際相手。荻野らと同学年。荻野をいじめる谷脇を（一応）止めようとする良識的な面を持つ。容姿も垢抜けており、谷脇への想いは一途で彼が退学した後も付き合っていた。
坂月 みわ（さかづき みわ）
荻野らと同学年。不美人。援助交際をしていたり、虚言癖があることから、学校中の人間に嫌われている。荻野は、高井以外には誰にも内緒で通っている教習所で偶然坂月と出会ってしまい、数々の意味不明な行動を取られることになる。
南雲 ゆみ（なぐも ゆみ）
荻野の一歳年上。荻野とは学校が違う。教習所で荻野と出会い、二人は交際を始める。かなりの美人で頭脳明晰、スタイルもよく、荻野は当初、自分は騙されているのではないかと思ったほど。ホラー映画好き。しっかりした性格で、迷走する荻野を戒めたり、的確な助言をする。
田島 あいこ（たじま あいこ）
南雲の同級生。南雲の親友。荻野と南雲の交際を橋渡しするが、荻野と田島はあまりそりが合わず、いつも口げんかをしている。
森の狼（もりのおおかみ）
高井からのインターネットを通じた谷脇に復讐の依頼を受ける。その結果、とんでもない蛮行に及ぶ。
斉藤 一樹（さいとう かずき）
高校3年生の時の荻野のクラスメイト。バイク雑誌を見ていたことから、荻野がツーリングに誘う。田島は彼に一目惚れし、うまく近づけるよう荻野に強要する。南雲に恋をし偶然にも荻野の携帯電話を拾ってしまい、南雲の局部の画像を発見し盗む。
金造（きんぞう）
斉藤の友人。睡眠薬を利用し、南雲と田島を呼び出してレイプしようと斉藤に持ちかける。
新林（にいばやし）
南雲のバイト先である弁当屋の主任。30歳。新入りのバイトにきつく当たり、何人も辞めさせている。自分は天涯孤独で、性的不能であるなどと南雲に信じ込ませ、猥褻な行為に及ぼうとする。後日、盗撮事件を起こして逮捕され、全て嘘だったことが判明する。
越 ミツヒロ（こし ミツヒロ）
荻野のバイト先であるコンビニの同僚。荻野と同学年だが別の有名進学校に通っている。中学生のころまでいじめられていたという経験から、荻野と親しくなる。
太田 りつ子（おおた りつこ）
越の交際相手。しかし越は彼女を友達としか思えず、別れを告げる。振られた彼女は、ヤケクソ気味に荻野に自分を慰めるよう強要する。
胃ガンの男
南雲が引っ越したアパートの近くに住む男。自分が胃ガンを患っていると考えており、彼の父親と叔父が胃ガンで死んでいる。南雲を見かけてレイプしようと考え、包丁を片手に彼女に接触する。
村岡 ハルエ（むらおか ハルエ）
荻野の同級生。クラスでは地味だったが、大学受験の時期に偶然街で出会った彼女は容姿も服装も垢抜けていた。知り合いの美容師とともに、常人には難解な映像作品を制作している。荻野にも奇妙な作品への出演を依頼する。
柴（しば）
南雲が高校2年生の時に1ヵ月のみ付き合っていた元彼氏。荻野とのデート中に偶然街で再会する。
ユウコ
最終話のみに登場。社会人になった荻野の交際相手。

## 書籍情報

### 単行本
- 古谷実 『シガテラ』 講談社〈ヤンマガKCスペシャル〉、全6巻
  1. 2003年12月25日初版発行（2003年12月22日発売[講 1]）、ISBN 978-4-06-361193-9
  2. 2004年4月6日初版発行（同日発売[講 3]）、ISBN 978-4-06-361226-4
  3. 2004年9月6日初版発行（同日発売[講 4]）、ISBN 978-4-06-361255-4
  4. 2005年2月4日初版発行（同日発売[講 5]）、ISBN 978-4-06-361309-4
  5. 2005年4月30日初版発行（同日発売[講 6]）、ISBN 978-4-06-361334-6
  6. 2005年8月5日初版発行（同日発売[講 2]）、ISBN 978-4-06-361361-2

### 新装版
いずれも講談社〈講談社プラチナコミックス〉から刊行された。
- 『シガテラ-告白-』 2011年7月13日発売[講 7]、ISBN 978-4-06-374869-7
- 『シガテラ-邪心-』 2011年7月27日発売[講 8]、ISBN 978-4-06-374876-5
- 『シガテラ-我欲-』 2011年8月10日発売[講 9]、ISBN 978-4-06-374888-8

### 文庫本
- 古谷実『シガテラ』 講談社〈講談社漫画文庫〉、全4巻
  1. 2013年2月8日発売[講 10]、ISBN 978-4-06-370904-9
  2. 2013年3月12日発売[講 11]、ISBN 978-4-06-370907-0
  3. 2013年4月12日発売[講 12]、ISBN 978-4-06-370909-4
  4. 2013年5月10日発売[講 13]、ISBN 978-4-06-370917-9

## テレビドラマ
2023年4月8日（7日深夜）から6月24日（23日深夜）まで、テレビ東京系「ドラマ24」枠で放送された。主演は醍醐虎汰朗。
第1話の冒頭で、本作において重要なシガテラ（毒）について解説するナレーションを、山田孝之が予告なしで担当している。

### キャスト

#### 主要人物
荻野優介（おぎの ゆうすけ）
演 - 醍醐虎汰朗
平凡で冴えないバイク好きの高校2年生。同級生の谷脇からいじめを受け、自信喪失気味。
南雲ゆみ（なぐも ゆみ）
演 - 関水渚
高校3年生。他校の一学年下の荻野と教習所で出会い、彼と交際を始める。
谷脇（たにわき）
演 - 長谷川慎（THE RAMPAGE）
荻野を執拗にいじめる同級生。ゼン吉という猫を飼っている。
スタンガンで襲撃した森の狼に拉致監禁され拷問をうけるが、生還する。
後日、校外で喫煙しているのを発見され停学処分となると高校を退学する。
不幸になるのでもう関わらないで欲しいと荻野から訴えられると、逆にお前に関わり、自分は確実に不幸になったと反論する。
アキコ
演 - 吉原怜那（ダウ90000）（第1話 - 第7話・第10話 - 最終話）
谷脇の彼女。別れ話を切り出された谷脇の所持品から油紙に包まれた拳銃を見つけ、貯水池に廃棄する。
最終話では、かつて南雲がアルバイトしていた弁当屋「紅雀」でアルバイトしている。
高井貴男（たかい たかお）
演 - 丈太郎（第1話 - 第7話・最終話）
荻野の親友。裕福な家庭の子息。荻野とともに谷脇からいじめの標的にされている。
父がいとこの借金の連帯保証人で破産してしまい、高校を退学し千葉に引越す。
別れの際、荻野に関わったために自分は不幸になったと本人に告げる。
田島あいこ（たじま あいこ）
演 - 三浦理奈（第1話 - 第7話・最終話）
南雲の親友。荻野と南雲の交際を橋渡しする。イケメンの斎藤に一目惚れする。

#### 周辺人物
荻野舞子（おぎの まいこ）
演 - 今藤洋子
荻野の母。
森の狼（もりのおおかみ）
演 - 吉岡睦雄（第1話 - 第6話・最終話）
自殺志願者で、高井からどうせ死ぬなら谷脇を殺してくれとSNSで半分冗談の依頼を引き受けた男性。
谷脇を拉致監禁し、カッターナイフで両耳をそぎ落とす蛮行を働くが、高井に救出された谷脇から報復をうける。
最終話では谷脇の前に高井に車椅子を押される幻影として現れ、バットで襲いかかろうとし、恐怖させる。

#### ゲスト

##### 第1話
教師
演 - 安藤広郎
高井からの密告で学校にタバコを持ち込んでいないか、谷脇の所持品を検査する。
用務員
演 - 真分喜治（第3話）
荻野の通う高校の用務員。
近隣住民の女性
演 - 鈴木奈津子
荻野宅の近隣マンションの住民。自室でパンツ一丁だった荻野と目が合ってしまう。

##### 第2話
英語教師
演 - 朝日昇
荻野の高校の英語教師。
南雲の彼氏
演 - 吉田興平
荻野が英語の授業中に妄想する、ハーレーに乗る南雲のワイルドで男前な彼氏。
長田店長
演 - 三島ゆたか
荻野がバイトするコンビニの店長。バイトしてお金を貯めバイクの免許を取ろうとする荻野に甥っ子が感動し、3万キロ近く走った中古のアプリリア・RS250を10万円で譲ってくれると話を持ち掛けてくるが、後日甥っ子が事故を起こして廃車になったと謝罪する。
教官
演 - 高城ツヨシ
荻野たちが通う教習所のバイク教官。
南雲をナンパするチンピラたち
演 - 横山涼、藍沢晃多
さいたま新都心駅前のけやきひろばで荻野と待ち合わせする南雲をナンパするが、シカトされる。

##### 第3話
通りすがりのおじさん
演 - 山﨑秀樹
デートで南雲と荻野がキスする寸前、携帯電話で大声で話しながら二人の傍らを通り過ぎたおじさん。
山本
演 - 後藤田しゅんすけ
女子人気のある荻野をいじめ、女子から嫌われていると知った谷脇が、荻野の代替にマッサージ要員のために見つけた新たないじめの標的。
岸部
演 - 篠原雅史（第9話）
お年玉を50万円もらっていることから、登校しなくなった金ヅルの高井の代わりに谷脇が見つけた新たないじめの標的。
萩野公平（おぎの こうへい）
演 - 小林空叶（第5話）
萩野の弟。南雲が家に遊びに来てくれた日に、萩野は南雲と二人きりになりたいのに予定より早く帰宅する。

##### 第5話
高井家の隣人
演 - 元井須美子
高井は千葉の成東に引越したと荻野たちに教える。

##### 第7話
斎藤（さいとう）
演 - 井上想良
高校3年時の荻野のクラスメイト。バイク雑誌を見ていたことで萩野に声をかけられ意気投合する。
南雲に惹かれ、偶然拾った荻野のスマホで彼女の局部写真を発見して興奮し、昏睡レイプを画策するが未遂に終わる。
斎藤の母
演 - 加茂美穂子
父が早期退職して、名古屋の親戚の会社で働くことになると斎藤に伝える。
斎藤の父
演 - 藤田剛
会社を早期退職し、一週間後には名古屋に引っ越しすると告げる。

##### 第8話
新林（にいばやし）
演 - 酒井健太（アルコ&ピース）
南雲がバイトする弁当屋「紅雀」の先輩スタッフ。「女が死ぬほど嫌い」と言い放ち、南雲を厳しく指導する。
一方で自分は性的不能と南雲に語り、立ち直るのにおっぱいを触らせて欲しいと頼み込んで、寸前のところまで行為に及ぶ。
後日、風呂の覗きで捕まり、自宅から多数の盗撮動画が発見され、過去に弁当店の多数の女性アルバイトに手を出していたと判明する。
社長
演 - 川瀬陽太
「紅雀」の社長。南雲の歓迎会を兼ねてスタッフを焼肉店での食事に誘う。
新林は天涯孤独の孤児で、15歳で養護施設を出てから働きだした苦労人と南雲に語る。
しかし、覗きで新林が捕まると両親は健在で、15歳で秋田の大地主の家から金を持ち出し東京でブラブラしていただけだったと知る。
秋、山田
演 - 佐々木史帆（最終話）、島田桃依（最終話）
「紅雀」の南雲の同僚スタッフ。厳しくすればいいもんじゃないと新林に注意するよう、焼肉店で社長に頼む。
通行人
演 - koyabin、水元太郎、かわむら（THIS IS JAPAN）
「紅雀」の開店準備で店ののぼりを立てる新林の傍らを通り過ぎる男性3人組。
荻野にぶつかる男
演 - 杉森ジャック（THIS IS JAPAN）
「紅雀」を立て看板に隠れ南雲と視察していた荻野にぶつかる男。

##### 第9話
胃ガン男〈39〉
演 - 松浦祐也
胃ガンを患ったと考える無職の男。自暴自棄となり、近くのアパートに引っ越してきた南雲を見かけ、レイプしようと考え、包丁を片手に彼女に接触しようとする。
黒田（くろだ）
演 - 矢田政伸（第10話）
谷脇が付き従うヤクザ。谷脇に油紙に包んだ拳銃を渡し、組長の国村の殺害を命令する。しかしそのことを察知した同じ組の木場たちに葬られる。

##### 第10話
柴雄介（しば ゆうすけ）
演 - 美波（第9話）
南雲が高校2年生のころに1カ月だけ交際した元彼氏。荻野とのデート中の南雲と偶然街で再会し、荻野をモヤモヤさせる。
田島曰く、南雲と交際中に二股をかけ、他にも他の女性と手当たり次第にやりまくった糞野郎で、再会後、南雲に復縁を迫るが断られる。
ヤクザ
演 - せいや（霜降り明星）
谷脇たちと敵対するヤクザ。上半身を裸にされ、刺青を入れた背中に熱々の中華あんをかけられ、ボスの居場所を白状するよう折檻される。
荻野の同級生
演 - 出口晴臣、三浦太偉知
校舎で荻野と談笑する。

##### 第11話
木場
演 - 渋谷謙人
黒田と同じ組のヤクザ。黒田を襲撃し葬る。
小笠原
演 - 一條恭輔
黒田と同じ組のヤクザ。木場と黒田を襲撃し葬る。
倉
演 - 土平ドンペイ
黒田と同じ組のヤクザ。黒田を葬り、拉致した谷脇に拳銃を突き付け、味方に付くか葬られるかを問い詰める。
しかし谷脇が国村のことを知らなかったことから解放する。

##### 最終話
引越し業者の男
演 - 平子祐希（アルコ&ピース）
トラックを運転するので、アルバイトの高井に都内の道案内を任せる。
ユウコ
演 - 山谷花純
社会人になった荻野の上司。主任。4年前に南雲と別れた後にできた荻野の交際相手で、荻野は彼女の実家に挨拶に向かう予定。

### スタッフ
- 原作 - 古谷実『シガテラ』（講談社『ヤンマガKC』刊）[1][31]
- 脚本 - 政池洋佑[31]
- 音楽 - 林祐介[32]
- オープニングテーマ - THIS IS JAPAN「このディストーション」（Ki/oon Music）[32]
- エンディングテーマ - 忘れらんねえよ「知ってら」（Bandwagon / UNIVERSAL MUSIC）[32]
- ナレーター - 山田孝之[2]（第1話・第10話）
- 監督 - 林雅貴、伊野瀬優、高杉考宏、中村洋介[31]
- チーフ・プロデューサー - 祖父江里奈（テレビ東京）[31]
- プロデューサー - 吉川肇（テレビ東京）、深津智男（ジャンゴフィルム）[31]
- 制作 - テレビ東京、ジャンゴフィルム
- 製作著作 - 「シガテラ」製作委員会

### 放送日程
| 各話   | 放送日  | ラテ欄                                                                | 監督     |
| ------ | ------- | --------------------------------------------------------------------- | -------- |
| 第1話  | 4月08日 | 善・悪・喜び・悲しみ ごちゃ混ぜサスペンス                             | 林雅貴   |
| 第2話  | 4月15日 | 叫べ荻野 好きだ好きだ大好きだ 南雲と初デート!?                        | 林雅貴   |
| 第3話  | 4月22日 | 荻野好調 南雲さんが彼女です! お家デートで初○○                         | 林雅貴   |
| 第4話  | 4月29日 | 繁殖期!? 荻野もんもん爆発寸前 友と決別、狂気男の牙 不幸の元は誰だ…!?  | 伊野瀬優 |
| 第5話  | 5月06日 |                                                                       | 伊野瀬優 |
| 第6話  | 5月13日 | 大事件!! 両耳切断のいじめっ子 浮気発覚で荻野修羅場 ラブホで愛を叫ぶ!! | 林雅貴   |
| 第7話  | 5月20日 | 青春到来 新しい友とWデート!! 僕は君の彼女が好きだ 南雲に迫る魔の手!?  | 伊野瀬優 |
| 第8話  | 5月27日 | 南雲絶叫 初バイトで悪戦苦闘!! ひねくれ上司は女嫌い 奇妙な愛の芽生え!? | 中村洋介 |
| 第9話  | 6月03日 | 悩む荻野 将来について募る不安 南雲一人暮らし開始!! 忍び寄る謎の男…!?  | 高杉考宏 |
| 第10話 | 6月10日 | 荻野傷心 元カレは超ハイスペ!? 二人の過去でモヤモヤ 捨てた銃が大事件へ | 高杉考宏 |
| 第11話 | 6月17日 | 大捜索!! 消えた拳銃と怪しい闇 再び襲い掛かる非日常 僕は君を不幸にする | 林雅貴   |
| 最終話 | 6月24日 | こんな何もない僕を愛してくれたあなたも いつか消えてしまう             | 林雅貴   |

- 第8話は前日の『世界卓球2023』の拡大放送（19時55分 - 0時48分）[34]に伴う特別編成の関係で1時間46分繰り下げられ、1時58分 - 2時38分に放送された[35]。

| テレビ東京系 ドラマ24                       | テレビ東京系 ドラマ24               | テレビ東京系 ドラマ24                   |
| 前番組                                      | 番組名                              | 次番組                                  |
| ------------------------------------------- | ----------------------------------- | --------------------------------------- |
| 今夜すきやきだよ （2023年1月7日 - 3月25日） | シガテラ （2023年4月8日 - 6月24日） | 初恋、ざらり （2023年7月8日 - 9月23日） |